# 费利佩·佩德雷尔
费利佩·佩德雷尔（西班牙語：Felip Pedrell；1841年2月19日—1922年8月19日），西班牙加泰罗尼亚作曲家，音乐学家。他编辑整理了大量文艺复兴时期的西班牙音乐作品，同时是西班牙民族音乐的积极支持者。

## 外部連結
- 互联网档案馆中费利佩·佩德雷尔的作品或与之相关的作品